# Verein Naturschutzpark

Offizielles Logo

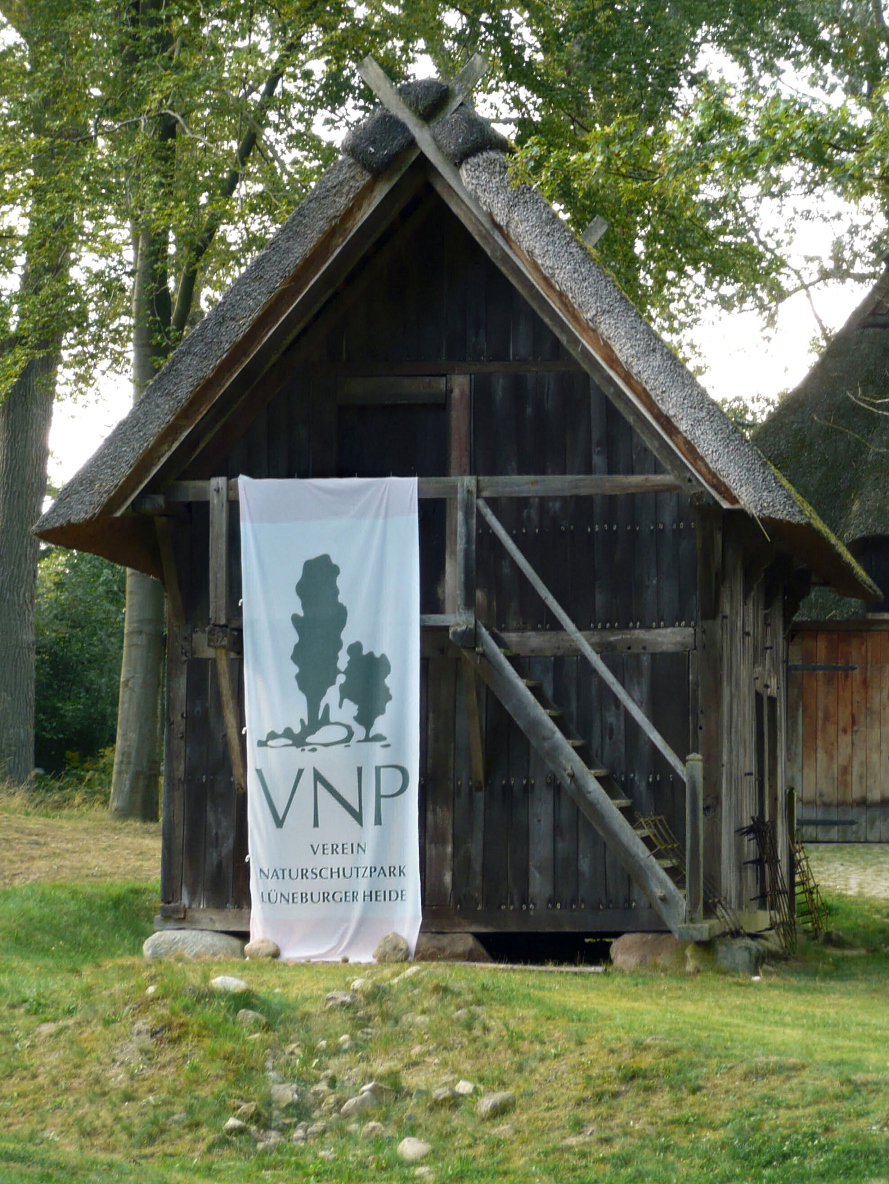
Logo des Vereins Naturschutzpark (an einem Treppenspeicher in Wilsede)

Der Verein Naturschutzpark (VNP) ist ein eingetragener deutscher Verein zur Förderung großflächigen Naturschutzes. 

## Geschichte

Heideflächen bei Wilsede in der Lüneburger Heide

Historische Zäune in Wilsede

Die Gesellschaft für Naturfreunde „Kosmos“, der Dürerbund und der österreichische Reichsbund für Vogelkunde und Vogelschutz riefen zur Gründung von Naturschutzparks auf. In der Folge wurde der Verein 1909 in München von deutschen und österreichischen Naturliebhabern begründet und war zuerst beim Kosmos-Verlag in Stuttgart angesiedelt.
Nach dem Vorbild der amerikanischen Nationalparks wollte der Verein in Mitteleuropa in den wichtigen und repräsentativen Naturräumen wie Hochgebirge, Mittelgebirge und Tiefland-Gebiete von jeweils mindestens 20.000 Hektar unter Schutz stellen.

## Die Geschichte des Nationalparkes Hohe Tauern und der Verein Naturschutzpark
Im Hochgebirge hat der Verein maßgeblich dazu beigetragen, dass der erste Nationalpark in Österreich, d. h. der heutige Nationalpark Hohe Tauern entstand. 
Die Bestrebungen, den Hochalpenraum um den Großglockner unter besonderen Schutz zu stellen, reichen in die Jahre vor 1910 zurück. Der Verein Naturschutzpark setzte es sich vor allem zur Aufgabe, vier typische und ursprüngliche Landschaften zwischen dem Meer und den Alpen durch die Gründung von vier Nationalparks zu sichern, einem großräumigen Schutzgebiet Wattenmeer, einem ebensolchen Schutzgebiet Lüneburger Heide, einem großen Schutzgebiet Bayerischer Wald und einem großen Alpennaturschutzpark. Zuerst waren in den Alpen dabei Flächen in den Niederen Tauern vorgesehen, deren Kauf aber an hohen Forderungen der dortigen Grundbesitzer scheiterte. Gemeinsam mit dem Wiener Hochschulprofessor Adolf Ritter von Guttenberg und dem Salzburger Rechtsanwalt und zeitweiligen Landeshauptmann-Stellvertreter August Prinzinger konnten auf Anraten Prinzingers vom Verein Naturschutzpark ab 1913 11 km² im Salzburger Stubachtal und dem Amertal angekauft werden. Weitere vorgesehene Ankäufe verhinderte der Erste Weltkrieg und die folgende Weltwirtschaftskrise, eine langfristige Pacht angrenzender Gebiete im Eigentum der späteren Bundesforste war vor dem Ersten Weltkrieg unmittelbar vor dem Abschluss gestanden. 1918 folgte der Deutsch-Österreichische Alpenverein mit Ankäufen in Kärnten und später in Tirol, im Glockner- und Venedigergebiet. 1919 wurde ein Teil der Hohen Tauern vom Land Salzburg vorerst als Pflanzenschutzgebiet ausgewiesen. Ein erster Entwurf eines Naturschutzgebietes Nationalpark Hohe Tauern stammt aus dem Jahr 1939, nachdem schon Jahre vorher die Errichtung eines Tauernparkes vielfach diskutiert worden war. 1929 hatte anderseits der Salzburger Landtag beschlossen eine Studiengesellschaft zu gründen, die ein Projekt prüfen sollte, das die Ableitung und energetische Nutzung aller Tauernbäche über insgesamt 1000 km Hangkanälen vorsah. Zwei Stauwerke sollten im Kaprunertal entstehen (Mooserboden, Orglerboden), eine dritte riesige Stufe bei St. Johann im Pongau. Der Verein Naturschutzpark stellte damals fest, "dass unser Alpenpark durch das Tauernprojekt vernichtet wird und alle unsere Arbeit umsonst geleistet, das viele Geld vergebens aufgewendet wird." Heinrich Medicus berichtete als damaliger österreichischer Präsident des Vereins Naturschutzparke im Juli 1929 aber auch, dass dieser Plan in der österreichischen Bevölkerung auf massiven Widerstand stoße und nur die Arbeiterkammer den Plan unterstütze. Zwar waren von den folgenden konkreten Wasserkraftwerksplanungen die Flächen des Vereines noch nicht unmittelbar betroffen, die Unberührtheit des Tales war aber schon mit dem für die Kraftwerksarbeiten erforderlichen Straßenbau durch den dortigen Wiegenwald verloren. Der Verein kaufte daher in der Folge Ersatzflächen im Oberen und Unteren Sulzbachtal an. 1942 wurden als Vorarbeit für den Nationalpark salzburger Gebiete der Hohen Tauern nach dem Reichsnaturschutzgesetz als alpines Landschaftsschutzgebiet geschützt. Nach dem Europäischen Naturschutzjahr 1970 trafen die Bundesländer Kärnten, Salzburg und Tirol 1971 die Heiligenbluter Vereinbarung zur Errichtung eines Nationalparkes. Kärnten erklärte 1981, Salzburg 1983 erste Teilgebiete zum Nationalpark. Der Osttiroler Teil wurde erst 1991 und 1992 in den Nationalpark einbezogen.
2016 verkaufte der Verein Naturschutzpark e.V. seine Eigentumsflächen im Nationalpark Hohe Tauern an das Land Salzburg. Die Flächen sollen ein Wildnisgebiet werden.

## Der Verband Deutscher Naturparke VDN und die Lüneburger Heide
Im Mittelgebirge konnte der Verein zur Zeit seiner Gründung zunächst keine Flächen erwerben. Die ins Auge gefassten Gebiete (z. B. Bayerischer Wald) wurden nicht verkauft. Im Jahr 1956 initiierte der damalige Vorsitzende des VNP, Alfred Toepfer aus Hamburg, ein Programm zur Gründung von Naturparken. Dies hatte auch die Ausweisung großräumiger und schutzwürdiger Mittelgebirgslandschaften zur Folge. Heute gibt es über 100 Naturparke in der Bundesrepublik Deutschland, die unter dem Verband Deutscher Naturparke (VDN) organisiert sind.
Im Tiefland von Norddeutschland wurde der Verein Naturschutzpark e.V. bereits 1910 – ein Jahr nach seiner Gründung – mit dem Ankauf des Wilseder Berges aktiv. Heute besitzt der VNP mit seiner im Jahr 2002 gegründeten VNP Stiftung Naturschutzpark Lüneburger Heide knapp 9.000 Hektar Eigentumsfläche im Naturschutzgebiet Lüneburger Heide, weitere knapp 1.200 Hektar konnten langfristig gepachtet werden. Das Naturschutzgebiet Lüneburger Heide wäre ohne den VNP nicht entstanden und ist das einzige Großschutzgebiet Deutschlands, das von einem privaten Verein erhalten wird.

## Bedeutung der Lüneburger Heide
Die Bedeutung dieses Naturschutzgebietes ist international anerkannt. Bereits im Jahr 1967 wurde dem Naturschutzgebiet Lüneburger Heide – als erstem in Deutschland – vom Europarat in Straßburg das Europa-Diplom zugesprochen. Die damit verbundenen Auflagen werden in einem fünfjährlichen Turnus überprüft. Bisher wurde die Auszeichnung bei jeder Überprüfung neu bestätigt. Die Heideflächen im Naturschutzgebiet sind die größten zusammenhängenden Reste binnenländischer Zwergstrauchheiden Mitteleuropas. Sie haben deshalb für eine spezielle Tier- und Pflanzenwelt eine überlebenswichtige Bedeutung. Heute befinden sich fast alle Heideflächen des Naturschutzgebietes Lüneburger Heide im Besitz der zum Verein gehörenden VNP Stiftung Naturschutzpark Lüneburger Heide.
Der hohe Waldanteil von knapp 60 Prozent macht das Naturschutzgebiet Lüneburger Heide gleichzeitig zu einem der größten Waldschutzgebiete Deutschlands. Zusammen mit den vielen hier vorhandenen Moortypen und den Bachläufen stellt dieses Naturschutzgebiet somit eine verkleinerte Abbildung der zum Teil seit Jahrtausenden existierenden Lebensräume im nordwestdeutschen Tiefland dar.

## Aufgaben
Seine Aufgabe sieht der Verein gemeinsam mit seiner VNP Stiftung in der Pflege und Bewahrung der Gesamtgefilde der historischen Kulturlandschaft der Lüneburger Heide. Die Lebensräume der historischen Kulturlandschaft sind durch den Menschen geschaffen worden und werden vom VNP und seiner Stiftung mit einer Vielzahl von Pflegemaßnahmen erhalten. Dazu gehört die Beweidung von Heide- und Offenlandflächen mit sechs eigenen Herden der Grauen Gehörnten Heidschnucke. Das Plaggen und Schoppern von vergrasten Heideflächen wird ebenso durchgeführt wie das Mähen oder Abbrennen veralteter Heide. Ferner müssen die Heiden im Naturschutzgebiet Lüneburger Heide entkusselt, d. h. von aufkommenden Gehölzen befreit werden, da sie sich ansonsten zu Wald entwickeln würden. Dazu gehören kulturhistorische Landnutzungsformen wie die Nutzung von Hutewald, die Erhaltung der Dresch-Wirtschaft oder der Schutz von Bau- und Bodendenkmälern. Verein und Stiftung finanzieren sich durch Beiträge der rund 2.700 Mitglieder, durch Spenden, durch Einnahmen aus Verpachtungen und durch öffentliche Zuschüsse.
Die Landwirtschaft im Naturschutzgebiet Lüneburger Heide erhält durch den VNP-Landschaftspflegehof Tütsberg (anerkannter Bioland-Betrieb) neue Impulse. Hier werden Methoden entwickelt, die landwirtschaftliche Nutzung mit Ansprüchen des Naturschutzes in Einklang bringen.
Neben der Pflege und Entwicklung der historischen Kulturlandschaft im Naturschutzgebiet Lüneburger Heide und in der "Riensheide" bei Neuenkirchen / Landkreis Heidekreis engagiert sich der Verein und seine VNP Stiftung Naturschutzpark seit dem Jahr 2016 in der Pflege und Entwicklung der Bergbaufolgelandschaft im Naturpark Niederlausitzer Heidelandschaft in Brandenburg. Hier konnten bis heute rund 650 Hektar Eigentumsflächen erworben werden.

## Vorsitzende
- 1909 bis 1927: Erwin Bubeck (Gutsbesitzer aus Eschenau / Heilbronn)
- 1927 bis 1940: Heinrich Wilckens (Landgerichtsdirektor aus Bremen)
- 1940 bis 1941: Friedrich Roselius (Kaufmann aus Bremen)
- 1941 bis 1942: Hofrat Walther Keller (Stuttgart)
- 1943 bis 1953: Hans Domizlaff (Egestorf)
- 1954 bis 1984: Alfred Toepfer (Hamburg)
- 1985 bis 1993: Fritz Kellinghusen (Hamburg)
- 1993 bis 2008: Hans Joachim Röhrs (Oberkreisdirektor a. D. des Landkreises Harburg)
- 2008 bis 2018: Wilfried Holtmann (Vögelsen)
- seit 2018: Thomas Kaiser (Beedenbostel)